# Marek Emiliusz Lepidus (konsul 78)
Marek Emiliusz Lepidus, łac. (Marcus Aemilius Lepidus Q. f. M. n.) (zm. latem 77 p.n.e.) – członek wpływowego rodu rzymskiego Emiliuszy (Aemilii). Kwestor ok. 91 p.n.e.; pretor w 81 p.n.e.; propretor na Sycylii w 80 p.n.e., gdzie dopuścił się wielkich nadużyć. W wojnie domowej między zwolennikami Mariusza i Sulli stał po stronie tego ostatniego. Zdobył przy tym ogromne bogactwa zakupując majątki konfiskowane w czasie proskrypcji. Przeszedł potem na stronę popularów z ambicją stania się ich liderem. Poślubił Appuleję, córkę Lucjusza Apulejusza Saturninusa, wybitnego przywódcy popularów, współpracującego w czasie swoich trybunatów plebejskich z Mariuszem. Zdobył konsulat w 78 p.n.e. wraz z Kwintusem Lutacjuszem Katulusem. Osiągnął konsulat dzięki poparciu Pompejusza, a wbrew opinii Sulli. Pozostawał w ostrym konflikcie ze swoim kolegą w konsulacie. Usiłował zapobiec uczczeniu Sulli honorowym pogrzebem. Przedstawił program cofający uregulowania Sulli: przywrócenie znaczenia trybunatowi plebejskiemu, zwrócenia skonfiskowanych majątków poprzednim właścicielom, wprowadzenia nowych ustaw przywracających rozdawnictwo zbożowe. 
W czasie gdy Lepidus rozwijał agitację w Rzymie na terenie Etrurii rozwinęła się rebelia skierowana przeciwko weteranom Sulli, kolonistom na skonfiskowanych gruntach. Skierowany przeciwko powstaniu Lepidus wykorzystał to nie do tłumienia rebelii ale do werbowania własnego wojska i skupienia wokół siebie przeciwników senatu. 
Jako prokonsul objął namiestnictwo Galii. Rozpoczął jawną walkę z senatem a Katulus stał się przywódcą stronnictwa przeciwnego i na mocy senatus consultum ultimum został upoważniony do stłumienia rebelii. Dowództwo sił wiernych senatowi objął Pompejusz Wielki, część oddziałów rekrutując z własnych zasobów. Lepidus ruszył na Rzym, ale jego siły zostały rozbite niedaleko miasta. Wycofał się do Etrurii a następnie zbiegł na Sardynię, gdzie latem 77 p.n.e. zmarł.

## Dzieci
- Marek Emiliusz Lepidus członek II triumwiratu
- Lucjusz Emiliusz Lepidus Paulus - konsul w 50 p.n.e.
- Scypion (Scipio) - adoptowany do rodu Korneliuszy Scypionów, poległ w 77 p.n.e. w wojnie toczonej przez ojca z optymatami